# Il Signore degli Anelli: La battaglia per la Terra di Mezzo 2: L'ascesa del Re stregone
Il Signore degli Anelli: La battaglia per la Terra di Mezzo 2: L'ascesa del Re stregone (The Lord of the Rings: The Battle for Middle-earth II: The Rise of the Witch-king) è un'espansione del gioco di strategia in tempo reale Il Signore degli Anelli: La battaglia per la Terra di Mezzo 2, pubblicato dalla EA Games.

## Modalità di gioco
Il gioco permette di affrontare una nuova campagna con il nuovo esercito di Angmar, nuove unità per le altre razze presenti nel gioco originale e nuovi eroi.
- Nuovo esercito selezionabile Angmar.
- Nuove modalità di gioco della Guerra dell'Anello.
- Ulteriori personalizzazioni nella creazione dell'eroe da utilizzare sia nelle schermaglie che nella Guerra dell'Anello.
- Nuove unità, nuove strutture e nuovi eroi.

Sono presenti inoltre modalità di gioco schermaglia, LAN tramite internet.

## La campagna Angmar
La campagna di Angmar ripercorre la storia del Re Stregone, capo dei Nazgûl e del suo esercito contro i regni dei Dunedain di Arthedain, Cardolan e Rhudaur. Disponendo dei Troll di Collina e delle Nevi, dei raminghi oscuri, dei Númenóreani Neri e degli stregoni, Angmar risulta essere un esercito combattivo e difficile da battere.
Questa espansione introduce le squadre d'élite e nuove unità per tutti gli eserciti.

## Nuove unità
Oltre a nuove classi di soldati standard (vedi Il Signore degli Anelli: La battaglia per la Terra di Mezzo e Il Signore degli Anelli: La battaglia per la Terra di Mezzo 2), sono state inserite delle squadre d'élite, selezionabili solo dopo aver potenziato al livello massimo le caserme. La particolarità che le contraddistingue rispetto alle altre truppe è la loro potenza, la resistenza, l'uso di abilità speciali di grande impatto e la possibilità di raggiungere il livello di esperienza 10, come avviene per gli eroi. Il loro aiuto sarà quindi prezioso ma limitato, potendo disporre al massimo di tre unità per volta.

### Uomini
- Lancieri di Rohan, picchieri più veloci e meno resistenti delle Guardie della Torre di Gondor, che ricoprono ora un ruolo d'élite (i primi richiedono una caserma di livello 1, i secondi di livello 2);
- Cavalieri di Dol Amroth (unità mini-eroiche) degli uomini dell'Ovest, la miglior cavalleria esistente essendo in grado di uccidere molti eroi (combattuti singolarmente) e di distruggere con facilità molti edifici e di fornire dal livello 2 un'abilità di comando alla cavalleria alleata vicina oltre ad acquisire al livello 7 un'abilità di potenziamento temporaneo, Carica Gloriosa, che dona un bonus di +50% danno e +50% armatura.

### Elfi
- Arcieri a Cavallo di Lindon, l'unica cavalleria in grado di sconfiggere molti picchieri grazie alle frecce puntargento;
- Guerrieri Noldor (unità mini-eroiche), guerrieri elfici aventi 500 energia e capaci di usare frecce puntargento  o lame elfiche, tuttavia essendo più costosi e meno accessibili degli Arcieri di Bosco Atro spesso i Noldor non vengono nemmeno usati, avendo come unica abilità quella del Canto dell'Arma, che dona ai Noldor un bonus di +50% danno e +50% armatura, che per quanto molto potente non è in grado di renderli più utili degli Arcieri di Bosco Atro.

### Nani
I nani sono stati dotati di una nuova unità mini-eroica e di un nuovo eroe.
- Gli Zeloti (unità mini-eroiche), molto poco usati a causa della loro vulnerabilità; le abilità degli Zeloti sono il Lancio dell'ascia e la Banda di Berserker, donante agli Zeloti un bonus di +150% danno e doppia velocità d'attacco.

Il nuovo eroe dei Nani è Bard, un capitano arciere di Dale (statistiche di Faramir) avente un'abilità a distanza, Colpo a impatto (livello 2), in grado di recare grandi danni in un'area paragonabile a quella dell'Impatto di Glóin, un'abilità che dà esperienza agli arcieri delle fazioni del Bene (livello 4), e un'abilità in grado di recare davvero gravi danni ai mostri (uccidendo ogni mostro eccetto eroi come Drogoth, guadagnata al livello 7).

### Isengard
- Branco di Warg, cavalleria di base avente un'abilità di potenziamento (+150% danno) impossibilitata a potenziamenti (eccetto il portabandiera);
- Uomini Selvaggi di Dunland (ora reclutabili dalla tenuta del clan) fanteria molto efficace contro gli edifici, avente un'abilità che dona risorse attaccando gli edifici nemici e un potenziamento autonomo, torce, in grado di aumentare molto il danno, annichilendo edifici e appiccando il fuoco tra le unità nemiche (quando potenziati i Selvaggi possono attaccare dalle torri lanciando torce);
- I Lanciatori d'ascia di Dunland, molto deboli se paragonati ai Lanciatori dei Nani;
- I Massacratori Uruk-hai (unità mini-eroiche), guerrieri in grado di colpire più unità con i loro attacchi, molto resistenti e dotati delle abilità Muro di Pietra, che dona resistenza allo schiacciamento, permettendo loro di avere la meglio su quasi ogni tipo di cavalleria (in quanto essa viene fermata ed esposta agli attacchi) e di un'abilità, Desiderio di Morte, che dona loro +150% danno, riducendo però l'armatura e, l'energia per un periodo limitato di tempo, rendendoli singolarmente (ogni battaglione è formato da tre elementi) di fatto più potenti di un solo Lurtz con Carneficina attivata.

### Goblin
- Spadaccini Mezzi Troll, guerrieri dall'elevata energia costituenti (teoricamente) la fanteria Goblin d'élite, tuttavia a causa di un bug che rende i loro attacchi davvero lenti risultano quasi inutili e non vengono perciò usati;
- la Progenie di Drago di Fuoco (unità mini-eroiche), costituita da 3 giovani (molto più piccoli) draghi di fuoco, che a discapito della bassa resistenza posseggono un'elevata velocità e degli attacchi davvero potenti; l'unica abilità in loro possesso, Inferno, è praticamente un loro attacco su più vasta scala (livello 7) ma colpisce anche gli alleati;
- Un nuovo eroe, Azog è un goblin di Moria dalla media resistenza ma dall'elevata potenza offensiva in grado di fornire risorse per ogni uccisione portata da lui o dagli alleati vicini (livello 2), di usare un'abilità di potenziamento (livello 4, furia maggiore) donante +100% danno e +30% armatura e un'abilità in grado di fornire esperienza a goblin e mezzi troll.

### Mordor
- Orchi Neri, orchi guerrieri d'élite completamente potenziabili che però a causa di un bug posseggono un attacco lento;
- Lancieri di Harad, cavalieri Haradrim dalla velocità dei Lancieri di Rivendell;
- Cavalieri Neri, costituiti da 6 Nazgûl montanti cavalli molto simili ai Nazgûl del gioco precedente, in grado di depotenziare le unità nemiche, usare su di loro le Lame di Morgul o di terrorizzarle con l'abilità Urlo;
- Un nuovo eroe, Gothmog è un generale degli orchi dotato di un danno splash paragonabile a quello di Glorfindel e di abilità che lo rendono perfetto insieme alle sue legioni di orchetti, Pugno di ferro (livello 2) che rende gli orchetti vicini immuni alla paura, Furia (livello 4) che gli offre un bonus temporaneo di +100% danno e +50% armatura e Giorno degli Orchi, che offre un bonus di +50% danno e +50% armatura agli orchetti vicini (livello 6).

## Nuovo esercito di Angmar
Angmar, la nuova fazione, da cui prende il nome anche la Missione dell'espansione del gioco è costituita da nuove unità e 5 eroi.

### Strutture
Dalla Sala degli Uomini del Re sono reclutabili anche (a livello 2) i Numenoreani Neri, guerrieri d'élite che a causa dello stesso bug degli Spadaccini Mezzi-Troll hanno un attacco molto lento (per questo non vengono quasi mai usati); essi tuttavia, a parte il loro attacco, hanno molta energia, e oltre all'abilità Carica guadagnata al livello 2, hanno anche un eccellente depotenziamento al livello 4, Maschere della Morte, che comporta per le unità nemiche un malus di -25% danno.
Infine dalla Sala degli Uomini del Re sono reclutabili (a livello 3) i Raminghi Oscuri, inferiori per potenza offensiva solo agli Arcieri di Bosco Atro, capaci peraltro di mimetizzarsi quando vicini agli alberi, di usare l'abilità Tiro Lungo al livello 1 e Maschere della Morte (livello 4).
Altro edificio principale di Angmar è il Covo di Troll e Lupi, da cui è possibile reclutare Lupi Feroci, Troll delle Nevi e Troll di Collina.
L'edificio da cui Angmar ottiene i suoi potenziamenti è la Fucina Oscura, edificio da cui è possibile ottenere anche l'unità d'assedio di Angmar, il Troll Lanciatore di Pietre. Quest'unità d'assedio è simile al Trabocco, tuttavia è molto meno resistente ed ha un raggio minore; a sopperire a questi svantaggi il Troll Lanciatore di Pietre è più economico ed ha la potenza offensiva più grande in assoluto, quando potenziato con il Colpo Gelido è perfino più potente del Gigante di Montagna, tuttavia il suo raggio limitato fa sì che non venga usato spesso.
Ultimo ma fondamentale, è il Tempio del Crepuscolo, da cui è possibile reclutare gli Stregoni, unità riservata solo ad Angmar ed unica nel suo genere, c'è persino chi sostiene che l'apparentemente mancante unità mini-eroica di Angmar sia in realtà costituita dagli Stregoni.
Gli stregoni sono unità possedenti 500 energia seguiti da un gruppo di Accoliti (energia 75), sono le uniche unità davvero da supporto, in quanto non posseggono un attacco base. Essi si basano prettamente sull'utilizzo degli incantesimi.
Essi sono in ordine Ghiaccio Nero, in grado di recare alle unità nemiche un malus temporaneo di -25% velocità (costo 1 accolito), Forza Crudele, che reca danno alle unità nemiche e dona un bonus temporaneo di +25% danno e +25% velocità d'attacco alle unità alleate vicine (costo 2 accoliti), Anima Gelida, in grado di congelare per 10 secondi unità alleate o nemiche, rendendole inutilizzabili ma invulnerabili (costo 3 accoliti), Pozzo D'anime, il quale è in grado di arrecare danno da veleno per un certo periodo di tempo alle unità nemiche (che diventano Spettri Minori se muoiono) e di curare le unità alleate vicine (costo 4 accoliti) e per ultimo Pioggia di Cadaveri (costo 5 accoliti), un incantesimo davvero potente in grado di recare gravi danni alle unità nemiche oltre ad avvelenarle, tuttavia esso risulta essere molto poco usato.

### Unità di base
Angmar ha 4 unità di base deboli ma reclutabili in gran numero, tutte evocate dal Comandante, a sua volta reclutato in una Sala degli Uomini del Re:
- Gli Orchetti di Gundabad, molto simili agli orchetti di Mordor, ma più veloci.
- I Lancieri di Rhudaur, i più deboli picchieri del gioco, dotati però di buona velocità.
- I Lanciatori d'asce di Rhudaur, molto più deboli dei corrispettivi nanici, e poco inferiori ai Lanciatori di Dunland d'Isengard.
- I Cavalieri di Lupi di Gundabad, cavalleria molto debole ma veloce.

Queste unità hanno tutte la particolarita di essere evocate dal Comandante, che, se muore, porta con sé tutta l'orda.

### Unità avanzate
- I Lupi Feroci sono delle unità che anche non essendo cavalleria, sono in grado di muoversi a elevata velocità (come i Ragni); essi sono particolarmente potenti contro i picchieri, essendo capaci di sconfiggerne quasi ogni tipo.
- I Troll delle Nevi sono la cavalleria d'élite di Angmar, avendo ben 1000 punti energia, l'accesso all'abilità Carica e a quella passiva di schiacciare la cavalleria nemica (questo non è dovuto ad un bug) sono considerati secondi solo ai Cavalieri di Dol Amroth.
- I Troll di Collina sono i picchieri d'élite di Angmar, come i Troll delle Nevi hanno 1000 punti energia e sono considerati il meglio delle unità melee (cioè che fanno uso di combattimento ravvicinato) di Angmar, infatti oltre ad essere ottimi contro la cavalleria nemica sono in grado di sconfiggere molte unità normalmente potenti contro i picchieri. Sono indiscutibilmente i più potenti picchieri del gioco.

### Eroi
Gli eroi di Angmar sono 5 ed in ordine sono: Hwaldar, Morgomir, Karsh, Rogash, Il Re Stregone Di Angmar.
- Hwaldar è un capocollina di Rhudaur, le sue abilità si fondano appunto sul potenziare gli uomini delle colline (di Rhudaur). Al livello 1 Hwaldar ottiene un'abilità di comando (limitata agli uomini di Rhudaur) che, benché nella descrizione sia descritto rechi un bonus di +20% danno e +20% armatura, in realtà il bonus è di +20% danno e + 80% armatura(questo a causa di un bug), al livello 3 ha l'abilità Brigantaggio che benché rechi scritto che abbia effetto solo sugli uomini delle colline ha effetto su ogni unità (quest'abilità fornisce una percentuale in risorse ogni volta che si uccide un'unità nemica o si distrugge una struttura nemica), al livello 5 guadagna un'abilità d'evocazione (2 battaglioni di Lancieri di Rhudaur) che al livello 10 viene potenziata(più battaglioni di Lancieri e un battaglione di 15 Lanciatori d'asce di Rhudaur, tutti privi di comandante).

Hwaldar costa 1200 risorse.
- Morgomir è il Nazgûl secondo solo al Re Stregone, che combatté e venne sconfitto da Glorfindel, Elrond ed Earnur nell'ultima battaglia contro Angmar. Morgomir è un eroe dalle varie abilità, molto resistente, essendo dotato di un'Armatura Eroica Pesante (come quella di Boromir) e di 3000 energia. Al livello 2 ottiene un depotenziamento, al livello 4 guadagna l'abilità Lama di Morgul(uguale a quella della controparte di Mordor e di Khamûl), al livello 8 si avvale di Gloria Oscura, un'abilità che dona a sé stesso, ai comandanti (ed alle unità da loro evocate), ai Numenoreani Neri ed ai Raminghi Oscuri un bonus di +50% danno e +50% armatura (quest'abilità presenta un bug, essa infatti dà in realtà un bonus di +50% danno ed un malus di -50% armatura) infine al livello 10 ottiene Rovina, un'abilità che teoricamente dovrebbe essere simile (o meglio più potente) allo Scuoti Fondamenta di Glóin, risultando però a dispetto dell'alto livello richiesto per essa, molto debole in quanto avente un malus contro le strutture stesse.

Morgomir costa 1500 risorse.
- Karsh era una volta il Capitano Carthedain di Cardolan, prima di diventare uno spettro per la lama di Morgul di Morgomir. Karsh è un eroe abbastanza resistente (3000 energia) ed il suo attacco è diviso in 3 fasi, ognuna delle quali reca 70 danno eroico per un totale di 210, inoltre ogni volta che Karsh attacca egli si cura (come ogni altro Spettro).

Al livello 1, Karsh si avvale dell'abilità passiva per cui è tanto temuto, che è poi il suo marchio e la sua principale abilità, Congela Anima, un'abilità in grado di recare ai nemici un malus di -50% velocità ed inoltre dei danni nel tempo (al livello 1 Karsh reca 5 danni magici per secondo, al livello 5 ne reca 55 ed al livello 9 ne reca 105), al livello 7 ottiene un'abilità che gli permette di teletrasportarsi in un qualsiasi punto della mappa (ammesso che sia visibile) ed al livello 8 guadagna l'abilità Sussurro di Morte, probabilmente l'abilità d'uccisione d'eroi più potente del gioco, Karsh è infatti in grado di uccidere in uno scontro 1 contro 1 molti eroi, se non tutti(quest'abilità può comunque essere usata su ogni unità vivente).
Karsh costa 1500 risorse.
- Rogash è un Troll del Nord in grado di pensare e parlare, oltre ad essere in grado di sfoggiare una forza fisica fuori dal comune. Rogash ha 3000 energia, tuttavia è relativamente debole contro molti tipi di arcieri. Il suo attacco base è Splash, è cioè in grado di colpire più unità con un solo attacco. Al livello 2 Rogash è in grado di usare un'abilità grazie alla quale può prendere il controllo di qualsiasi troll nemico o neutrale, al livello 4 ottiene l'abilità Balzo, praticamente la stessa di Gimli, ma essendo Rogash molto più grosso è in grado di colpire in un raggio molto maggiore, al livello 8 guadagna Furia del Nord, l'abilità di potenziamento più potente del gioco, recante a Rogash un bonus di +100% danno e +150% armatura per un intero minuto. Rogash ha però un neo, infatti il Troll del Nord si cura davvero lentamente.

Rogash costa 3000 risorse.
- Il Re Stregone di Angmar è il Signore dei Nazgûl,  colui che dopo la sconfitta dell'Oscuro Signore da parte di Isildur tramò per la caduta di Arnor.

Il Re Stregone di Angmar è un eroe davvero resistente, avente 8000 energia ed ha a disposizione oltre ad un ottimo Splash (che colpisce tuttavia anche le unità alleate) anche un attacco da 300 Danno Eroico. Al livello 1 è in grado di montare un cavallo (e di scenderne ovviamente), al livello 2 ottiene il più potente depotenziamento del gioco, Furia Cieca (recante un malus di -50% danno e -33% armatura), al livello 4 (livello 5 nelle ultime patch) ottiene l'abilità Corruzione di Morgul, praticamente una versione più potente della normale Lama di Morgul di cui sono dotati Morgomir, Khamûl e i Cavalieri Neri, al livello 8 può avvalersi dell'abilità Furia Terrificante, in grado di gettare nel terrore ogni unità vicina, infine al livello 10 è in grado di utilizzare l'abilità Ora del Re Stregone, un'abilità che riporta i contatori delle abilità di un eroe nemico come se fossero appena state usate (nelle ultime patch il Re Stregone è in grado di utilizzare quest'abilità in un'area circoscritta, tutti gli eroi in quell'area subiscono l'effetto e le unità nemiche cadono in preda alla paura per 15 secondi).
Il Re Stregone di Angmar costa 4000 risorse.

## Nuovi poteri
Per l'esercito di Angmar arrivano nuovi poteri quasi tutti inediti, selezionabili quando si accumulano punti sufficienti per attivarli.
I poteri inediti di Angmar sono:
Piaga (5 punti): dimezza la produzione di risorse degli edifici nemici bersaglio.
Vento Crudele (5 punti): crea una folata di vento che spinge le unità nemiche al suo centro, causando danni minimi.
Catene di Neve (10 punti): questo potere rende ogni struttura selezionata inutilizzabile ma invulnerabile per 30 secondi.
Evoca Orchi (10 punti): evoca 3 battaglioni di Orchi di Gundabad (senza alcun Comandante).
Terra Gelida (10 punti): fornisce alle unità alleate che si trovano sulla zona un bonus di +50% danno e +50% armatura.
Evoca Spettri (15 punti): evoca 5 Spettri Maggiori.
Evoca Giganti (15 punti): evoca 2 Giganti di Montagna.
Valanga (25 punti): crea una valanga che si abbatte sulla zona selezionata. Questo potere è molto efficace contro le unità, tuttavia spesso è facilmente evitabile dalle stesse (premendo x) per cui il suo miglior utilizzo è contro le strutture. Qui è la sua pecca: essa è infatti molto più debole rispetto a Poteri come Pioggia di Fuoco o Colpo del Drago, e non è in grado di distruggere un edificio dai minimo 6000 punti energia come molti edifici di produzione unità primari.
Evoca Ombra del Lupo (25 punti): fiore all'occhiello dei poteri di Angmar, questo potere evoca un Lupo dei Ghiacci. Il Lupo ha un'energia simile a quella del Balrog, tuttavia è meno resistente, soprattutto contro il fuoco, però è molto più veloce. Sfortunatamente il suo attacco in mischia soffre di un bug che spesso annulla il danno teoricamente recato. Le abilità del Lupo sono Divora, un'abilità in grado di curarlo completamente recandogli un bonus temporaneo di +50% danno e +50% armatura (del tutto simile al mangia uomini di Sharku), Lamento dell'Oscuro Sire, grazie al quale tutte le unità nemiche in un'area circondante il lupo vengono congelate (potendo però subire il danno) e Chiama il Branco, abilità che evoca cinque lupi che distruggono tutto in una piccola area (di fatto molto più piccola di quella del Respiro di Fuoco del Balrog). Per l'inferiorità dei poteri del Lupo rispetto a quelli del Balrog (che sono peraltro molto più veloci nella ricarica, mentre quelli del Lupo possono essere usate una sola volta) e per la sua minore resistenza molti affermano la supremazia del Demone.
Gli altri poteri di Angmar già esistenti sono Canto di Guerra (5 punti), Alleanza Indomita (10 punti) e Pioggia Gelida (15 punti).

## Sonoro
La localizzazione è completamente in italiano, sia durante la narrazione degli eventi che nelle esclamazioni dei vari personaggi.